# Introverted Boss
Introverted Boss (hangul: 내성적인 보스; rr: Naeseongjeogin Boseu) é uma telenovela sul-coreana exibida pela emissora tvN de 16 de janeiro a 14 de março de 2017, com um total de dezesseis episódios. É estrelada por Yeon Woo-jin e Park Hye-su.

## Enredo
Eun Hwan-ki (Yeon Woo-jin) é o CEO de uma empresa de relações públicas, apesar de sua posição, sua personalidade é de um alguém que não gosta de atenção e é muito tímido para permanecer ao redor das pessoas. Por ser introvertido devido à sua personalidade, é habitualmente chamado de "Monstro silencioso" e seus funcionários não o conhecem bem.  
Chae Ro-woon (Park Hye-soo) começa a trabalhar na companhia de Eun Hwan-ki. Ela é muito enérgica e recebe reconhecimento por seu bom trabalho, no entanto, devido a um acontecimento do passado, seu único interesse é em apenas revelar quem Eun Hwan-Ki realmente é.

## Elenco

### Principal
- Yeon Woo-jin como Eun Hwan-Ki
- Park Hye-soo como Chae Ro-woon
- Gong Seung-yeon como Eun Yi-Soo
- Yoon Park como Kang Woo-il

#### Pessoas da empresa PR
- Ye Ji-won como Dang Yoo-hee
- Heo Jung-min como Eom Sun-bong
- Jun Hyo-seong como Kim Gyo-ri, assistente de Hwan-ki
- Han Jae-suk como Jang Se-jong
- Stephanie como diretora Park[1]
- Jang Yi-yun como assistente Jung
- Hwang So-hee como assistente Lee

### Outros
- Lee Kyu-han como repórter Woo
- Kim Eung-soo como pai de Hwan-ki
- Kim Ye-ryeong como mãe de Hwan-ki
- Lee Han-wi como pai de Ro-woon
- Kim Mi-kyung como mãe de Ro-woon
- Kim Hye-eun como psicoterapeuta de Hwan-ki
- Jang Hee-jin como Seo Yeon-jung

### Participações especiais
- Han Chae-ah como Chae Ji-hye, irmã de Ro-woon
- Kim Jun-su como Celebridade (ep.1)
- Kang Nam-gil como segurança da Brain (ep.1)
- Kim Byung-man homem no spa coreano (ep.2), condutor do coral (ep.4), apresentador do evento do orfanato (ep.6)
- Heo Young-ji (ep.3)
- Choi Dae-chul como proprietário do restaurante (ep.4)
- Lee Byung-joon como CEO da Rose Airlines (ep.7)

## Trilha sonora
A trilha sonora de Introverted Boss foi lançada dividida em sete partes, cada uma contendo uma canção e sua respectiva versão instrumental. 
1. "Is it love? (사랑인 걸까?)" - Hong Dae-kwang
2. "Memory" - Ben
3. "One More Step (한 걸음만 더)" - Sandeul (B1A4)
4. "Isn't She Lovely" - Park Bo-ram
5. "Because Of You" - Kim EZ (Ggotjam Project)
6. "Suspicious You (수상한 너)" - Ryu Ji-hyun
7. "Round In Circles (제자리걸음)" - Park Si-hwan
8. Trouble Maker  (트러블 메이커 )¨- Trouble Maker

## Recepção
Na tabela abaixo, os números azuis representam as audiências mais baixas e os números vermelhos representam as audiências mais elevadas.
| Episódio | Data de transmissão     | Título                                                                                         | Audiência média | Audiência média              | Audiência média |
| Episódio | Data de transmissão     | Título                                                                                         | AGB Nielsen     | AGB Nielsen                  | TNmS            |
| Episódio | Data de transmissão     | Título                                                                                         | Em todo o país  | Região Metropolitana de Seul | Em todo o país  |
| -------- | ----------------------- | ---------------------------------------------------------------------------------------------- | --------------- | ---------------------------- | --------------- |
| 1        | 16 de janeiro de 2017   | O Fantasma da Ópera (오페라의 유령)                                                            | 2.967%          | 3.227%                       | 3.5%            |
| 2        | 17 de janeiro de 2017   | Sinto Muito, Não Posso Me Desculpar (미안하다 사과못한다)                                      | 3.046%          | 3.464%                       | 2.4%            |
| 3        | 23 de janeiro de 2017   | Eu Não Sou Uma Pessoa Descontraída (나는 소탈한 사람이 아닙니다)                               | 1.907%          | 1.494%                       | 2.1%            |
| 4        | 24 de janeiro de 2017   | Não Vou Encontrar Ninguém (아무도 만나지 않는다)                                               | 1.797%          | 1.749%                       | 1.8%            |
| 5        | 6 de fevereiro de 2017  | O Segredo Indizível de 3 anos Atrás (3 년 잔, 말할 수 없는 비밀)                               | 1.639%          | 1.812%                       | 1.8%            |
| 6        | 7 de fevereiro de 2017  | Como Uma Pessoa Muda? (사람이 어떻게 변하니)                                                   | 1.260%          | —                            | 1.2%            |
| 7        | 13 de fevereiro de 2017 | A Dignidade do Papel de Apoio (조연의 품격)                                                    | 2.131%          | 2.015%                       | 1.5%            |
| 8        | 14 de fevereiro de 2017 | Sociabilidade não social, Immanuel Kant (비사교적 사교성 - 칸트)                               | 1.980%          | 2.167%                       | 1.5%            |
| 9        | 20 de fevereiro de 2017 | Se Você Ouvir (귀를 기울이면)                                                                  | 1.609%          | 1.356%                       | 1.3%            |
| 10       | 21 de fevereiro de 2017 | As Confissões Inúteis, Porém Mais Úteis (쓸데없는 짓, 어쩌면 가장 쓸모있는 고백)               | 1.677%          | —                            | 1.2%            |
| 11       | 27 de fevereiro de 2017 | A Alta Sombra do Sr. Smith (키다리 아저씨의 기다란 그림자)                                     | 1.502%          | 1.450%                       | 1.8%            |
| 12       | 28 de fevereiro de 2017 | A Dificuldade De Não Fazer Nada (아무 것도 하지 않는 것의 어려움)                              | 1.762%          | 1.999%                       | 1.6%            |
| 13       | 6 de março de 2017      | Confissão (고백)                                                                               | 1.578%          | 1.686%                       | 1.7%            |
| 14       | 7 de março de 2017      | Meu Divertido Dia Dos Namorados (마이 퍼니 발렌타인)                                           | 1.631%          | 1.713%                       | 1.5%            |
| 15       | 13 de março de 2017     | Uma Razão Mais Importante Do Que Qualquer Outra Razão (아흔아홉 가지 이유보다 큰 한 가지 이유) | 1.639%          | 1.732%                       | 1.4%            |
| 16       | 14 de março de 2017     | Está Tudo Bem Ser Introvertido (내성적이어도 괜찮아)                                           | 1.811%          | 1.811%                       | 1.6%            |
| Média    | Média                   | Média                                                                                          | 1.871%          | —                            | 1.7%            |

## Produção
Introverted Boss reúne o escritor Joo Hwa-mi e o produtor Song Hyun-wook de Yeonae Malgo Gyeolhon (2014), após dois anos. Song Hyun-wook também dirigiu o drama exitoso Another Oh Hae-young de 2016.
Após a exibição dos primeiros episódios de Introverted Boss, que obteve uma audiência decrescente e recebeu críticas por parte do público devido a sua protagonista, houve a decisão por parte da equipe de produção de revisar o roteiro. Dessa forma, foi anunciado no fim de janeiro de 2017, que a série deixaria de ser exibida por uma semana, a fim de sua equipe conseguir reescrever os roteiros.